# Santa Cruz monostor (Coimbra)
A Santa Cruz monostor (portugálul: Mosteiro de Santa Cruz, a. m. Szent Kereszt monostor) – ismertebb nevén Igreja de Santa Cruz, a. m. Szent Kereszt templom – nemzeti emlékmű Coimbrában, Portugáliában. Mivel Portugália első két királya a templomban van eltemetve, megkapta a Nemzeti Pantheon címet. 1131-ben Coimbra városfalain kívül alapította  a Coimbrai Szent Kereszt Kanonoki Rendet Szent Theotonius, aki a rend első perjele lett. Az 1132 és 1223 között épült monostor és templom a Portugál monarchia korai éveinek legfontosabb rendi épületegyüttese lett. A monostor több pápai privilégiumot és királyi támogatást tudhatott a magáénak, ami lehetővé tette jelentős vagyon felhalmozódását, ezzel megerősítette helyzetét a politikai és a kulturális szcénában is. Iskolája hatalmas könyvtárával nagy tiszteletnek örvendett a középkorban, fontos találkozóhelye volt az akkori intellektuális és hatalmi elitnek. A monostor scriptorium szobája fontos helyszíne volt I. Alfonz király hatalma megszilárdításának, így aztán nem volt meglepő, hogy nyughelyéül a monostort választotta.

## Építészet
Mára szinte semmi sem maradt a romantika korában és stílusában átépített monostor korai épületéből. Ismert, hogy a homlokzatban csak egy hajó és egy magas torony állt, amint az a román építészetre jellemző, de egyik elem sem maradt fenn. A 16. század első felében a monostort teljesen felújították I. Mánuel király parancsára, aki átvette a monostor felügyeletét.

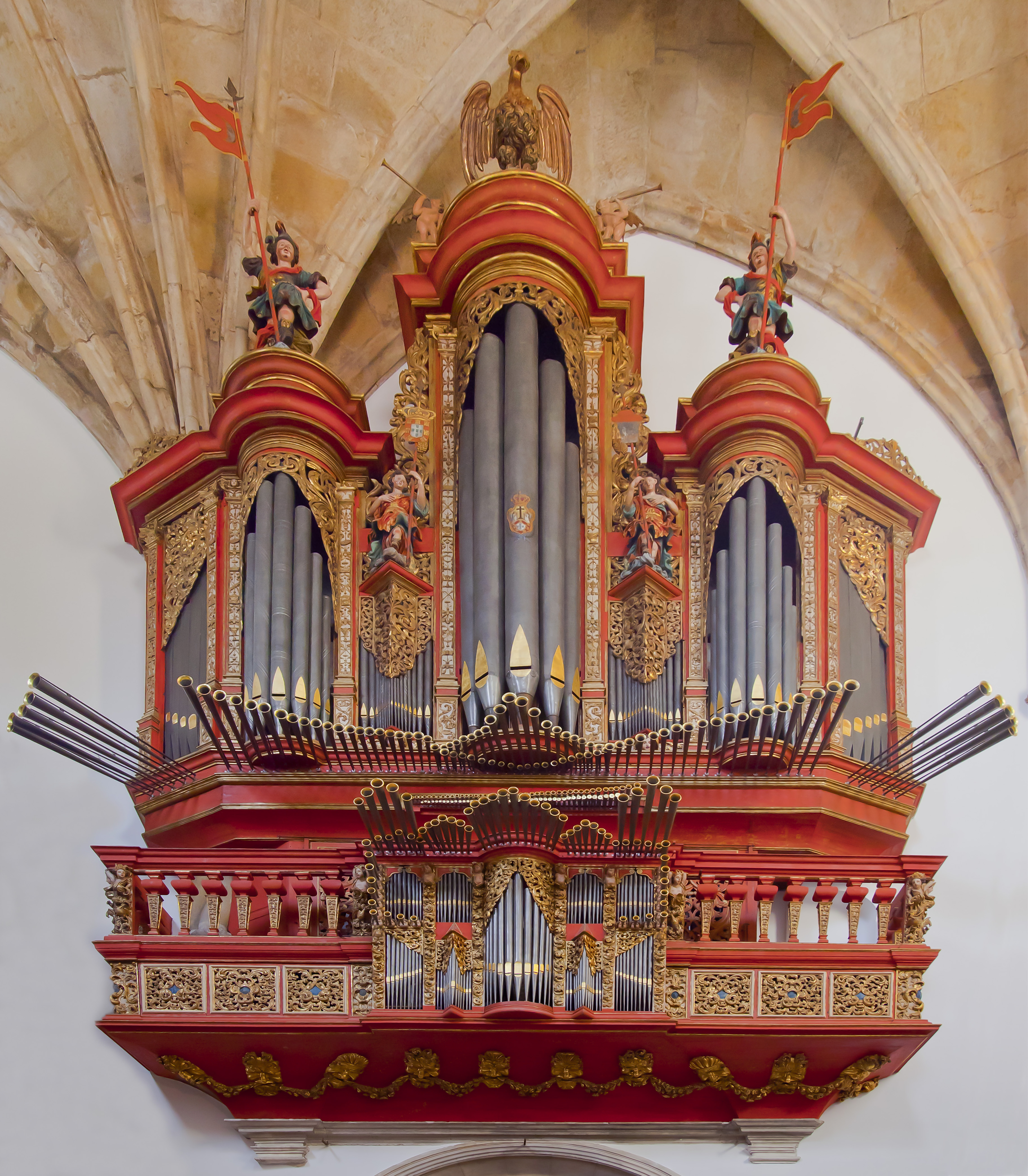
Barokk orgona a 18. századból a monostor belsejében

A teljes kolostorkomplexumot, I. Alfonz királynak és utódának, I. Sancho királynak a templomát és sírját 1530-ban átrendezték és áthelyezték az újjáépült főtemplomba, ahol a mai napig nyugszanak a Nicolau Chanterene (eredeti francia nevén Nicolas de Chantereine) által készített kő szarkofágokban. Diogo de Boitaca építész tervezte a kripta, valamint a mennyezet kialakítását. A templom építési munkálatait Marcos Pires folytatta, és ő fejezte be a Capela de São Miguel (Szent Mihály-kápolna) és a Claustro do Silêncio (A Csend kolostora) épitményeit. Az egész kolostoregyüttes legikonikusabb része a főkapu, amelyet Chanterene épített 1522 és 1525 között, harmonizálva Mánuel király építészeti elképzelésének elemeit a reneszánsz építészet jellemzőivel.
A 16. században a kor legelismertebb építészei, szobrászai és festői dolgoztak a combriai Santa Cruz monostoron, mint például Diogo de Castilho, Machim és Jean de Rouen, Cristóvão de Figueiredo és Vasco Fernandes, vagy a már említett Chanterene, továbbá Boitaca és ifjabb Diogo Pires.

## A közösség tagjai
A lisszaboni születésű Fernando Martins de Bulhões, a későbbi Páduai Szent Antal 1212-ben teológiai tanulmányainak folytatása céljából érkezett a monostor iskolájába. Pappá szentelését követően a közösség tagja maradt, a perjel az érkező vendégek ellátást bízta rá. Ebben a tisztségében találkozott és ismerkedett meg a városba érkező ferences szerzetesekkel, akiknek puritán életmódja megragadta a fiatal papot. Amikor II. Alfonz király rendeletet adott ki, hogy a ferences rend első mártírjainak, a Marokkóban lefejezett öt szerzetesnek a maradványait hozzák Coimbrába és temessék a Szent Kereszt kolostorba, eldöntötte, hogy biztonságot jelentő kanonoki életét hátrahagyva belép a mindössze 11 éve alapított ferences rendbe és részt vesz az expedícióban.

## Bibliográfia
- Cruz, António. Santa Cruz de Coimbra na cultura portuguesa da Idade Média (portuguese nyelven). Porto: Universidade do Porto (1964)
- David, Pierre (1947). "Regula Sancti Augustini, à propos d'une fausse chartre de fondation du chapitre de Coimbre," Revista Portuguesa de História 3 (1947), pp. 27-39.
- João Madre de Deos. Memoria sobre a existencia de real mosteiro de Santa Cruz de Coimbra: supprimido por um decreto no anno de 1834 (portuguese nyelven). Lisbon: C.A. da Silva Carvalho (1839)
- O'Malley, E. Austin (1954). Tello and Theotonio, the Twelfth-century Founders of the Monastery of Santa Cruz in Coimbra (Washington, DC: Catholic University Press, 1954).
- Sousa Viterbo, Francisco, Marques de. O mosteiro de Sancta Cruz de Coimbra: Annotações e documentos (portuguese nyelven). Coimbra: Imprensa da Universidade (1890)

## Fordítás
Ez a szócikk részben vagy egészben  a   Monastery of Santa Cruz (Coimbra) című angol Wikipédia-szócikk ezen változatának fordításán alapul.  Az eredeti cikk szerkesztőit annak laptörténete sorolja fel. Ez a jelzés csupán a megfogalmazás eredetét és a szerzői jogokat jelzi, nem szolgál a cikkben szereplő információk forrásmegjelöléseként.